# Comanthera elegantula
Comanthera elegantula är en gräsväxtart som först beskrevs av Wilhelm Willy Otto Eugen Ruhland, och fick sitt nu gällande namn av L.R.Parra och Ana Maria Giulietti. Comanthera elegantula ingår i släktet Comanthera, och familjen Eriocaulaceae. Inga underarter finns listade i Catalogue of Life.